# Ilyrgis ethiopica
Ilyrgis ethiopica là một loài bướm đêm trong họ Noctuidae.